# Archiv města Ostravy
Archiv města Ostravy (zkráceně AMO) je městský archiv zřízený jako odbor Magistrátu města Ostravy. Za založení archivu se považuje datum 1. 9. 1923, kdy nastoupil městský archivář Alois Adamus. Archiv se stará o předarchivní péči o písemnosti v městských institucích, jejich přejímání k dlouhodobému uložení a jejich předkládání k studiu.
V roce 2016 archiv pečoval o 1505 archivních fondů a sbírek, což představuje 6334 běžných metrů archiválií. Nejstarší písemností byla listina Karla IV. z roku 1362 (městské privilegium).
Archiv sídlí v novobarokní bývalé budově radnice postavené podle plánů Camilla Sitteho 1896–1897, pro potřeby archivu byly k budově dostavěny depozitáře v letech 1993–1996.

## Ředitelé
Do roku 1952 bylo jednotné vedení pro městský archiv a městské muzeum.
- 1. září 1923 - 1935, Alois Adamus (první ředitel)
- 1935 - 1939, Oldřich Dušek
- 1939 - ?, Richard Drapala
- 1. června 1945 - 1948, Oldřich Dušek
- 1948 - 1950, Jaroslav Zahradník
- 1950 - 1952,  I. Valoška
- 1952 - 1954, Blanka Pitronová
- 1954 - 1961, Marie Gajdoštíková-Vajdíková
- 1. duben 1961 - 1. září 1972, Karel Jiřík
- 1. září 1972 - 1983, Antonín Suldovský
- 1983 - 1988, Pavel Celguš
- 1988 - 1990, Dagmar Majerová
- 1. březen 1990 - duben 1992, Karel Jiřík
- 1992 - 1995, Antonín Barcuch
- 1. červenec 1995 - 31. říjen 2017, PhDr. Blažena Przybylová
- do 30. června 2018, PhDr. Antonín Barcuch (pověřen zastupováním funkce)
- 1. červenec 2018, Mgr. Hana Šústková, Ph. D.